# Gnathia fallax
Gnathia fallax es una especie de crustáceo isópodo de la familia Gnathiidae.

## Distribución geográfica
Se distribuye por el Atlántico nororiental, desde el golfo de Vizcaya hasta las costas de Marruecos.